# Heptacarpus pugettensis
Heptacarpus pugettensis is een garnalensoort uit de familie van de Hippolytidae. De wetenschappelijke naam van de soort is voor het eerst geldig gepubliceerd in 1983 door Jensen.